# Prison Saint-Michel (Rennes)
Pour les articles homonymes, voir Prison Saint-Michel.
La prison Saint-Michel est une ancienne prison du centre de Rennes. Elle a été en activité du milieu du XVe siècle jusqu'à 1878.

## Localisation
La prison actuellement se trouve au fond de l’impasse Rallier du Baty dans le quartier Centre de Rennes. Elle se trouve dans le secteur sauvegardé de la ville et reposait d'un côté sur les remparts de la ville et de l'autre sur les murs des maisons du Champ-Jacquet.

## Toponymie
Elle a porté plusieurs noms à travers son histoire : La Feillée, la Conciergerie et prison Marat (pendant la Révolution). Son nom actuel le plus courant vient de la porte Saint-Michel qui a elle-même donné son nom au prieuré Saint-Michel qui occupait les lieux du XIIe siècle à 1450 et qui servait déjà de prison.

## Histoire
Elle ouvre vers 1450.
En 1840, elle change d'affectation, de Maison de justice, elle devient prison militaire, à la suite de la construction d'une nouvelle Maison d'Arrêt, rue du Général Maurice-Guillaudot, dite « maison d'Arrêt Richelot ».
En 1878, la prison militaire déménagea dans les locaux de la Maison Centrale dite « Saint-Hélier », à la suite du déménagement des condamnées dans la nouvelle Maison centrale de Rennes.
En 1937, le négociant en vin Paul Thomas-Martin occupe les lieux.
En 1965 les combles de la prison sont aménagés par le peintre rennais Pierre Gilles pour y installer une Académie Libre de peinture et de gravure l'« Escabeau » ouverte à tout public amateur ou professionnel désireux de se perfectionner dans la pratique artistique. Pierre Gilles animera cet atelier jusqu'en 1972, date à laquelle il en confiera la direction à Mariano Otero. Cet atelier cessera ses activités en 1976, le propriétaire souhaitant reprendre possession de ses locaux,.
En 2012, le bâtiment accueille plusieurs restaurants et bars de nuit.
En juin 2014, elle est inscrite aux monuments historiques.

## Architecture
Elle s’organise sur deux niveaux autour d’une cour carrée centrale. On retrouvait alors à la fin du XVIIIe siècle, l'entrée du côté de la "rue de la prison". Se trouvaient alors, au rez-de-chaussée les chambres pour les femmes prolongée par une petite cour, une cave, deux cachots, des chambres nommée "la Dorée" ou encore   "La Portière" et "la Quarrée" (inutilisables à cause de la fosse morte des toilettes au niveau supérieur) et la cour des hommes. A l'étage, il y avait donc, la chambre des sœurs, les infirmeries, la chapelle, l'appartement et la chambre du concierge, les latrines et plusieurs chambres nommées : "la Dorée", "la Brillante", "le Lansquenet" ou encore "la Quarrée" pour les prisonniers.
Une tourelle polygonale contient un escalier en vis et occupe l’angle ouest de la cour à gauche de l’entrée.
Son aspect n’a quasiment pas changé depuis le XVIIIe siècle.